# Демократска социјалистичка партија
Демократска социјалистичка партија (ДСП), је бивша парламентарна политичка странка у Републици Српској.

## Историјат
Странка је основана априла 2000. године у Бањој Луци, након раскола у Социјалистичкој партији. Вођство Социјалистичке партије одлучује да пређе у отворено пактирање са владајућим СДС-ом, због чега пет од десет посланика СП-а у четвртом сазиву Народне скупштине Републике Српске, као и многи одборници, активисти, чланови и читави одбори, напуштају СП и формирају нову странку: Демократску социјалистичку партију (ДСП). За предсједника ДСП-а изабран је Небојша Радмановић.
Крајем те 2000. године на изборима за народне посланике, странка осваја 4 посланичка мјеста у Народној скупштини РС, и дјелује опозиционо.
Након више мјесеци рада на терену и уједињавања нижих организационих облика Странке независних социјалдемократа и Демократске социјалистичке партије, 1. маја 2002. године, одржава се Сабор уједињења у Бањалуци, на којем Странка независних социјалдемократа и Демократска социјалистичка партија оснивају Савез независних социјалдемократа (СНСД), као јединствену партију социјалдемократске оријентације, тада најјачу опозициону странку у Републици Српској. За предсједника СНСД-а, Сабор бира Милорада Додика, а за предсједника Извршног одбора СНСД, Небојшу Радмановића.

## Резултати
| Избори | # гласова | % од изашлих | # посланика | Влада     |
| ------ | --------- | ------------ | ----------- | --------- |
| 2000   | 25.763    | 4.1%         | 4/83        | опозиција |